# Trzęsawisko

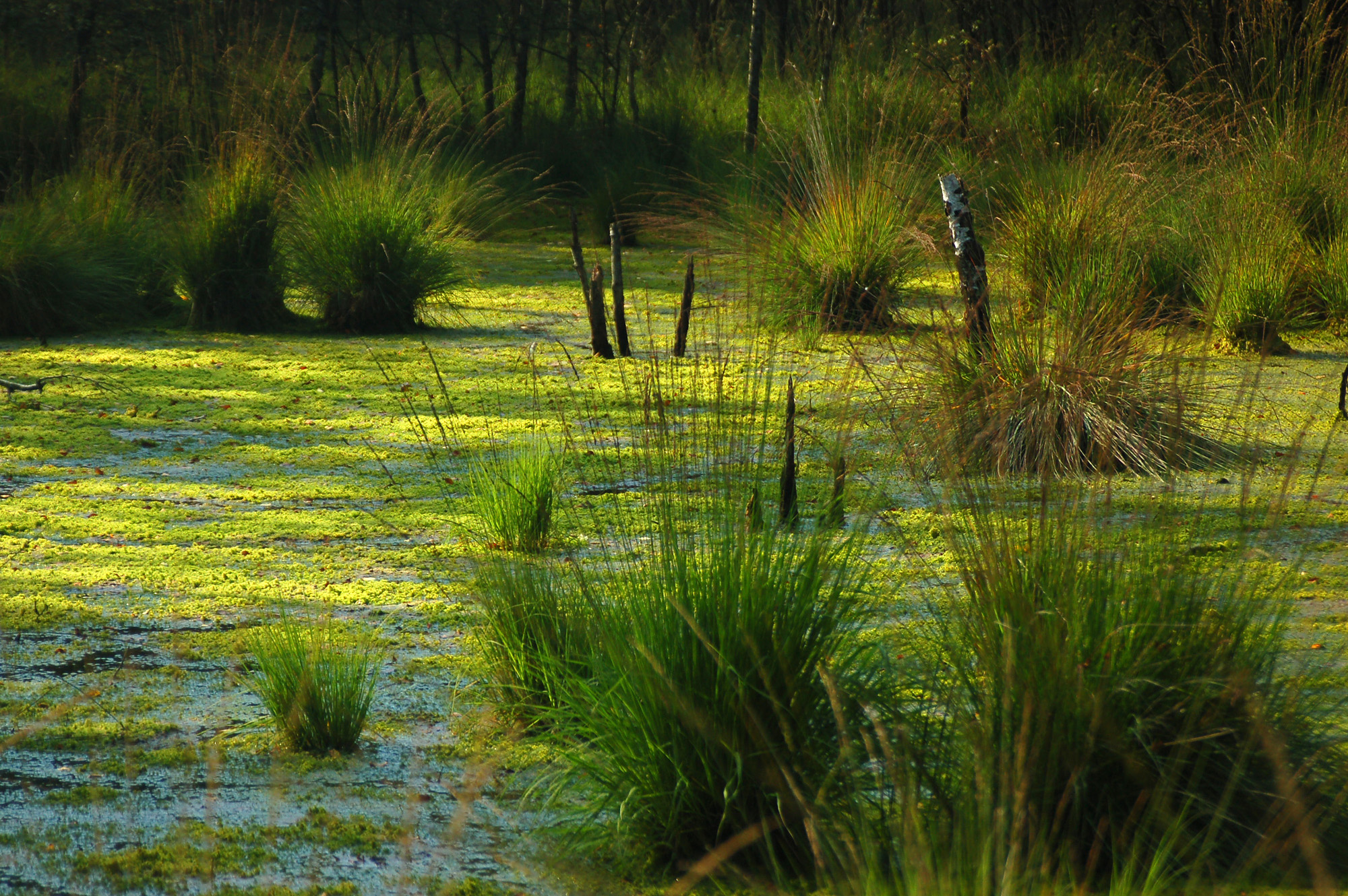
Lütt-Witt Moor, Henstedt-Ulzburg, Niemcy

Trzęsawisko – jedno z funkcjonujących w języku polskim określeń bagna. Źródłosłów wiąże się ze słowem „trząść”, co łączy się z tym, że oznacza ono teren łatwo zapadający się. Ze względu na możliwość ugrzęźnięcia, jego synonimem jest m.in. „grzęzawisko”, a jedną z podstawowych relacji semantycznych jest związek trzęsawiska z niebezpieczeństwem. 
Trzęsawiska często tworzą się wskutek lądowacenia zbiorników wodnych lub pokrywają inne obszary stale, silnie uwodnione (np. w obrębie mokradeł na wybrzeżach lub w tundrze). W topografii trzęsawiskiem określany jest obszar przejściowy między jeziorem a bagnem lub innym mokradłem, na którym woda lub półpłynny osad jeziorny jest przykryty zwartym kożuchem roślinnym. Z przyrodniczego punktu widzenia pojęcie „trzęsawisko” w przybliżeniu odpowiada terminowi „pło”. Stosowane jest w nazwie siedliska przyrodniczego 7140 w formie „Torfowiska przejściowe i trzęsawiska (przeważnie z roślinnością z Scheuchzerio–Caricetea nigrae)”. Tak definiowane torfowiska przejściowe i trzęsawiska oznaczają teren porastany i tworzony przez niskie ciborowate, torfowce i tzw. mchy brunatne, zwykle w formie kożucha unoszącego się na wodzie, czasem w postaci pływającej wyspy. Ich zasilanie w wodę jest mieszane – po części z wód opadowych, po części z wód podziemnych lub powierzchniowych. W anglojęzycznej terminologii „trzęsawiskom” odpowiada „quaking bogs”, a opis wskazuje, że związane są one z roślinnością z rzędu Caricetalia fuscae. Z kolei w polskiej literaturze zdarza się, że nazwę trzęsawisko nadaje się zbiorowiskom roślinnym z rzędu Scheuchzerietalia palustris, np. Caricetum diandrae (trzęsawisko z turzycą obłą) lub Caricetum lasiocarpae (trzęsawisko z turzycą nitkowatą). Niektóre trzęsawiska są związane także z gytiowiskami, a tworzone przez nie torfowiska należą do innego typu siedliska przyrodniczego – 7230 określanego formalnie jako „górskie i nizinne torfowiska zasadowe o charakterze młak, turzycowisk i mechowisk”, czyli torfowisk alkalicznych.